# Бейб в града
„Бейб в града“ (на английски: Babe: Pig in the City) е трагикомичен приключенски филм от 1998 г. на режисьора Джордж Милър и е продължение на „Бейб“ (1995). Някои от актьорите от първият филм се появяват отново като съответните си роли, включително Джеймс Кромуел, Мириам Марголис, Хюго Уивинг, Дани Ман, Роско Лий Браун и Магда Шубански.

## Актьорски състав
| Актьор          | Роля                 |
| --------------- | -------------------- |
| Елизабет Дейли  | Бейб                 |
| Магда Шубански  | Есме Корделия Ходжет |
| Стивън Райт     | Боб                  |
| Мики Руни       | Фъгли Флум           |
| Глен Хедли      | Зути                 |
| Майлс Джефри    | Ийзи                 |
| Джеймс Козмо    | Телоний              |
| Еди Барт        | Найджъл / Алън       |
| Мери Стейн      | Мис Флум             |
| Стенли Ралф Рос | Кучета пазачи        |
| Джеймс Кромуел  | Артър Ходжет         |
| Роско Лий Браун | Разказвач            |
| Джули Годфри    | Хортенз              |
| Ръси Тейлър     | Пудел / Хорова котка |
| Бил Капици      | Снуп                 |
| Мириам Марголис | Мухата               |
| Хюго Уивинг     | Рекс                 |
| Джим Къмингс    | Пеликан              |
| Кейти Лий       | Коте                 |

Филмът е номиниран за „Най-добра песен“ на 71-вите награди „Оскар“.

## В България
В България филмът е издаден на VHS от 25 октомври 1999 г. от Александра Видео. На 16 декември 2007 г. е излъчен по bTV с дублаж в превод на Надя Баева. На 3 януари 2010 г. е излъчен по Нова телевизия с дублаж отново по превод на Надя Баева. На 29 януари 2022 г. се излъчва и по FOX Life, с дублаж по превод на Кристин Балчева.